# Gwara doudlebska

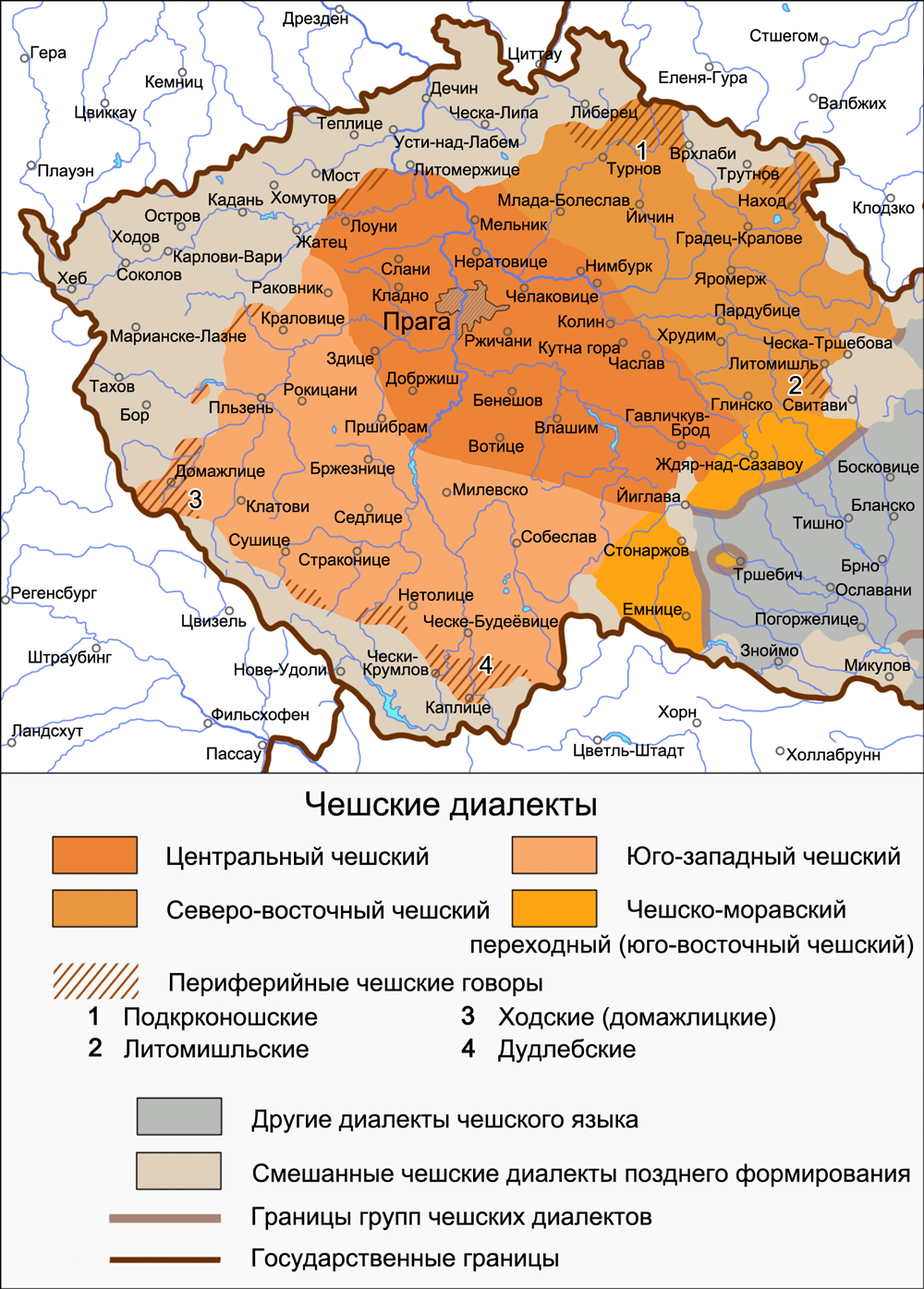
Gwara doudlebska (oznaczona numerem 4) na mapie dialektów czeskich właściwych.

Gwara doudlebska lub dialekt doudlebski (cz. doudlebské nářečí, doudlebský dialekt) – peryferyjna gwara czeska używana na południowym skraju obszaru gwar czeskich właściwych, zaliczana do gwar zachodnioczeskich. Nazwa pochodzi od wsi Doudleby w Kraju południowoczeskim, gdzie najwcześniej zbadano tę gwarę.

## Cechy językowe
Do cech fonetycznych gwary doudlebskiej należą:
- brak protetycznego v-, np. okno, w odróżnieniu od większości gwar zachodnioczeskich z typem vokno[3][4],
- resztki twardego ł, np. šeł[3],
- resztki y odrębnego od i, np. kobyla, byl, przedrostek vy-[3],
- ginące resztki niezdyftongizowanego ú[3],
- ubezdźwięcznienie v przy poprzedzającej spółgłosce bezdźwięcznej, np. tfoje, kfočna[3].

Charakterystycznymi cechami morfologii są:
- forma 1. os. l. poj. som ‘jestem’[5],
- w okolicach Prachatic zachowany bezokolicznik na -ti[5],
- rozkaźnik typu ďite, pošlite, wyróżniający gwarę doudlebską od innych gwar zachodnioczeskich, choć tego typu formy są też w peryferyjnych gwarach podkarkonoskich[3].